# Truppe presenti durante i moti di Milano

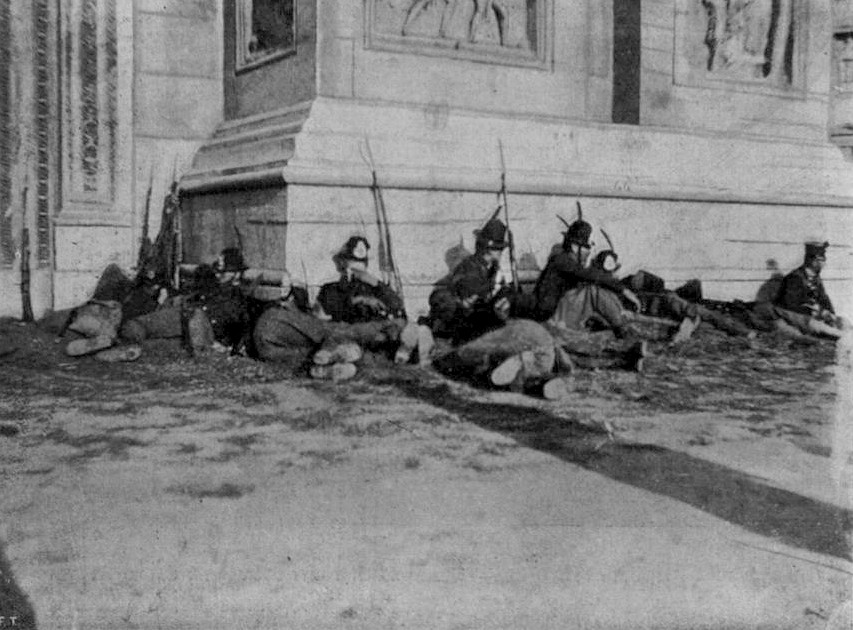
Alpini a riposo presso il Duomo di Milano

A Milano aveva sede il III corpo d'armata, comandato fin dal 1887 dal tenente generale Fiorenzo Bava Beccaris; il tenente generale Luchino Del Mayno era a capo della divisione Milano dal 1895.
Le forze totali disponibili per il presidio di Milano ammontavano a circa 2 000 uomini di fanteria, 600 di cavalleria e 300 di artiglieria a cavallo. La situazione iniziale delle truppe, gli arrivi successivi e le partenze vennero indicati nella relazione sui moti di Milano stilata dal generale Luchino Del Mayno.

## Situazione iniziale (6 maggio)
Consistenza della guarnigione di Milano (1895-1898)
Presenze nell'ultimo giorno di ogni mese
Il giorno 7 maggio il prefetto Antonio Winspeare incaricò il III Corpo d'armata per la gestione dell'ordine pubblico; nello stesso giorno il governo proclamò lo stato d'assedio per la provincia di Milano. La disponibilità iniziale di truppe era la seguente.
- 3 battaglioni con reclute del 47º Reggimento fanteria
- 3 battaglioni del 57º Reggimento fanteria
- 10 compagnie con reclute del 58º Reggimento fanteria
- Legione Milano dell'Arma dei Carabinieri
- 2 battaglioni con reclute del 2º Reggimento bersaglieri
- 6 squadroni del 9º Reggimento "Lancieri di Firenze"
- 4 squadroni del 15º Reggimento "Cavalleggeri di Lodi"
- Reggimento artiglieria a cavallo "Voloire"

## Rinforzi

### 6 maggio
Ore 18
- Battaglione Morbegno del 5º Reggimento alpini

### 7 maggio
Ore 13-17
- 2 compagnie del battaglione Tirano del 5º Reggimento alpini
- 2 compagnie del battaglione Vestone del 5º Reggimento alpini
- 2º battaglione del 48º Reggimento fanteria
- Un battaglione del 91º Reggimento fanteria
- Un battaglione del 92º Reggimento fanteria

Ore 19
- 2 squadroni del 23º Reggimento Cavalleggeri Umberto I°
- 3 batterie del 6º Reggimento artiglieria

Nella notte
- 2 compagnie del battaglione Edolo del 5º Reggimento alpini

### 8 maggio
Ore 3
- Partenza per Monza via treno di due compagnie del battaglione Edolo
- Partenza per Monza a cavallo di uno squadrone del 9º Reggimento "Lancieri Firenze"

Ore 8
- 2 battaglioni del 53º Reggimento fanteria
- Un battaglione del 4º Reggimento alpini
- Un battaglione del 6º Reggimento alpini

### 9 maggio
Nella notte
- Brigata "Cremona" (21º e 22º Reggimento)
- Brigata "Basilicata" (il resto del 91º e del 92º Reggimento)

### Altri non specificati
Altre truppe parteciparono sicuramente agli scontri perché singoli appartenenti furono segnalati tra le onorificenze.
- 7º Reggimento fanteria (9 maggio)
- 46º Reggimento fanteria (7-9 maggio)
- 7º Reggimento Lancieri di Milano (9 maggio)
- 18º Reggimento Cavalleggeri di Piacenza (6-10 maggio)
- 7ª Brigata artiglieria da fortezza (7 maggio)

## Onorificenze

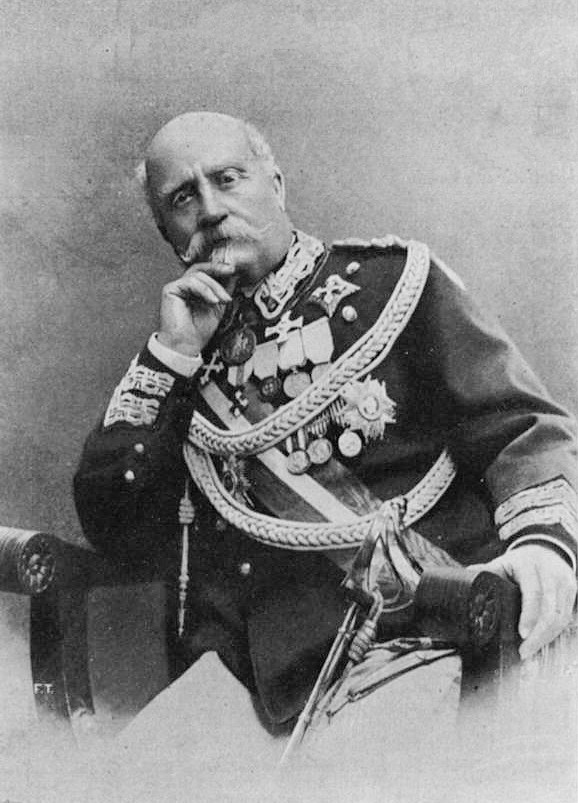
Fiorenzo Bava Beccaris

Elenco delle decorazioni e delle nomine secondo il reale decreto del 5 giugno 1898.
- Fiorenzo Bava Beccaris, «per gli importanti servizi resi allo Stato»

- Luchino Del Mayno, «per l'alta intelligenza e l'energia con cui impiego sempre le truppe ai suoi ordini allo scopo di far fronte alla rivolta ottenendo risultati pronti ed efficaci»

9 decorati
- Enrico Radicati Talice di Passerano, comandante della Brigata Ferrara, «All'ordine di forzare la barricata di porta Ticinese si slanciò di corsa, a piedi, sotto brigata Ferrara. fitta gragnuola di tegole e colpi di fuoco, trascinando con sé la fanteria, dando ammirevole esempio di coraggio e di ardimento»
- Graziantonio Tomasetti, soldato del 92º fanteria, «lasciò la vita nella repressione della rivolta a mano armata, dopo aver risposto con calma e coraggio, dal proprio posto, ai colpi provenienti dalle finestre delle case occupate dai rivoltosi»
- 2 del 57º fanteria
- 2 della Legione Milano dei Carabinieri
- 1 del 2º bersaglieri
- 2 del 9° "Lancieri di Firenze"

36 decorati
- 10 del 47º fanteria
- 10 del 57º fanteria
- 4 del 58º fanteria
- 1 della Legione Milano dei Carabinieri
- 2 del 5º alpini
- 4 del 2º bersaglieri
- 5 del 9° "Lancieri di Firenze"

4 nomine
2 nomine
4 nomine
- Giovanni Guarneri, colonnello del 58º reggimento fanteria

4 nomine
10 nomine